# Postal 4: No Regerts
Postal 4: Aucun Regerts est un jeu vidéo de tir à la première personne développé par Running with Scissors, qui étaient également responsables des deux premiers jeux de la franchise Postal, Postal et Postal 2. Il a été publié le 14 octobre 2019 pour Microsoft Windows via le programme Early Access de Steam, une décision qui a été prise pour obtenir un financement pour le projet et pour impliquer la communauté Postal dans le processus de développement du jeu. Running with Scissors a décrit le jeu comme la "vraie suite" de Postal 2, en le comparant à la suite infructueuse de Postal 2 en 2011, Postal III, "reniée" par Running with Scissors. Le jeu sort officiellement en avril 2022.

## Synopsis
Situé plusieurs années après les événements du deuxième expansion de Postal 2, Paradise Lost, le Postal Dude et son ami canin, Champ, émigrent dans la ville fictive d'Edensin, en Arizona.

## Remarques
1. ↑  Le mot "Regrets" est mal orthographié intentionnellement[1].